# Eusebiu de Nicomidia
Eusebiu de Nicomidia, cunoscut și ca Eusebiu al Nicomidiei, (n. secolul al III-lea d.Hr. – d. 341 d.Hr., Constantinopol, Roma Antică) a fost o personalitate influentă a creștinismului timpuriu, care s-a bucurat de mare trecere la curtea împăraților romani Constantin cel Mare și Constanțiu al II-lea.
Elev al Lucian din Antiohia, practicând un arianism subordinaționist acacian, el a participat la disputele religioase care au tulburat bisericile creștine în secolul al IV-lea, apărându-l pe preotul Arie. A fost pe rând episcop de Berytos, episcop de Nicomidia și arhiepiscop de Constantinopol, fiind cel care l-a botezat pe împăratul Constantin pe patul de moarte în anul 337.

## Biografie

### Origini
Data și locul nașterii lui Eusebiu sunt necunoscute. El a fost un elev al preotului martir Lucian din Antiohia, alături de alții „colucianiști”, printre care s-au numărat preotul alexandrin Arie și Eusebiu din Cezareea (care a fost influențat, de asemenea, și de învățăturile lui Origene). El este probabil înrudit cu un prefect pretorian cu numele de Julius Julianus.
Eusebiu este primul episcop atestat al orașului Berytos (modernul Beirut) care găzduia la acea vreme o renumită școală de drept. Cu puțin timp înaintea anului 318, considerând că scaunul său episcopal era prea modest, el a obținut transferul în orașul Nicomidia, al cărui scaun episcopal devenise vacant și unde locuia atunci împăratul Licinius. Eusebiu a desfășurat o activitate importantă în acel oraș în care comunitatea creștină își revenise energic după persecuția anticreștină a lui Dioclețian din anul 303.

### Începutul crizei ariene

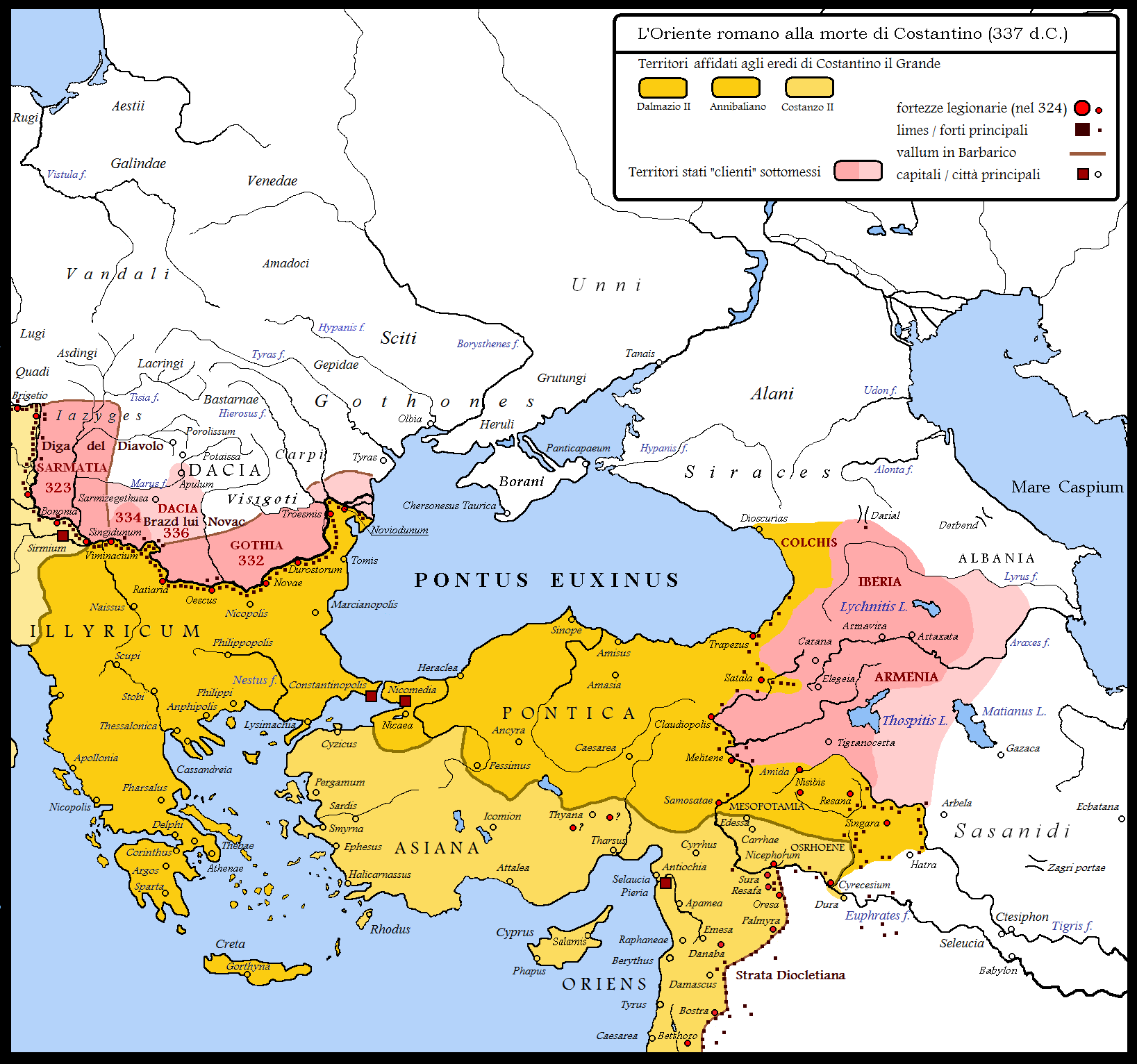
Limes Orientalis în 336

Când a fost declanșată criza ariană — poate în jurul anului 318 sau cel târziu în 323 —, el l-a luat sub protecția sa pe fostul său coleg Arie, de la care a primit prima scrisoare păstrată cu privire la disputa sa teologică și disciplinară cu arhiepiscopul Alexandru I al Alexandriei. Cei doi aveau probabil aceleași opinii încă de la început, iar Eusebiu a fost unul dintre cei mai zeloși susținători ai lui Arie.< Aparent, Arie și Eusebiu erau destul de apropiați, iae Eusebiu avea suficientă putere pentru ca Arie să-și poată pune acolo doctrina sa teologică în scris. Acest gest de susținere a provocat ostilitatea arhiepiscopului, care l-a condamnat și l-a excomunicat pe Arie și pe susținătorii săi la un sinod local care a avut loc în anul 321 și l-a acuzat, de asemenea, pe Eusebiu că a abandonat scaunul episcopal de la Berytos, încălcând astfel tradiția Bisericii.
La rândul său, Eusebiu a declanșat o campanie de scrisori ostile lui Alexandru, prin care, încercând să atragă cât mai mulți ierarhi către profesiunea de credință ariană, a extins sfera a ceea ce era până atunci un conflict ecleziastic local în întreg Orient. Eusebiu a convocat un sinod în orașul său, unde au participat episcopii din Bitinia și Siria Palestina care au validat comuniunea lui Arie, și i-a cerut arhiepiscopului Alexandriei să facă același lucru, ceea ce acesta din urmă, în mod evident, a refuzat, considerând că autoritatea sa episcopală și disciplina ecleziastică au fost încălcate de colegul său: într-adevăr, conform tradiției atestate de o dispoziție a Sinodului de la Elvira, o sancțiune impusă de un ierarh în jurisdicția sa era impusă întregii ierarhii bisericești.

### Înfrângerea de la Niceea
În Nicomidia, Eusebiu s-a împrietenit cu soția lui Licinius, Constantia, sora vitregă a împăratului Constantin. El a însoțit-o în anul 324 într-o călătorie la fratele ei vitreg atunci când ea a cerut și a obținut iertare pentru soțul ei, Licinius, învins definitiv după Bătălia de la Chrysopolis. Începând din această dată, Nicomidia a devenit capitala ad interim a lui Constantin, precum și reședința sa principală până în anul 330.
În 325, căutând o soluție pentru aplanarea conflictului și pentru menținerea unității Bisericii, împăratul Constantin i-a încredințat episcopului occidental Ossius de Cordoba sarcina de a rezolva criza ariană, care era în esență orientală: acesta a convocat prin cursus publicus o adunare generală a tuturor episcopilor, care s-a întrunit în luna mai la Niceea, oraș situat la aproximativ cincizeci de kilometri de Nicomidia, permițând împăratului să controleze cu ușurință acest sinod.
La începutul dezbaterilor, Eusebiu a citit o scrisoare în care a expus doctrina sa subordinaționistă asupra Fiului lui Dumnezeu: după Arie care a afirmat că Tatăl este singurul Dumnezeu adevărat și că Fiul nu a existat înainte de a se naște, Eusebiu a susținut că Fiul nu este consubstanțial cu Tatăl; cei care susțin că Fiul este născut și nu creat susțin, de asemenea, că el este consubstanțial cu Tatăl și că esența (în greacă: ousia) acestuia este împărțită în două părți, ceea ce gruparea ariană a refuzat să accepte.
Această poziție a fost considerată blasfemiatoare de majoritatea episcopilor prezenți, iar hotărârea sinodului a fost în mare parte nefavorabilă grupării ariene. Autorii antici nu s-au pus de acord cu privire la atitudinea lui Eusebiu, despre care nu se știe dacă a semnat mărturisirea de credință niceeană, căreia i s-au raliat majoritatea episcopilor care, printre alte decizii disciplinare, au confirmat condamnarea lui Arie, la care episcopul Nicodimiei a refuzat să subscrie. Opoziția sau acceptarea de către Eusebiu a Crezului de la Niceea nu este clară: chiar dacă el pare să fi rămas circumspect cu privire la consubstanțialitatea niceeană, el a putut să-l apere pe Arie fără să împărtășească toate învățăturile sale.
Unele surse antice afirmă că Eusebiu ar fi semnat mărturisirea de credință niceeană după o lungă și disperată opoziție, spunând cu acel prilej că „subscrie doar cu mâna, dar nu și cu inima”. Aceasta ar fi fost o lovitură puternică pentru gruparea ariană, deoarece s-a presupus că participanții la Primul Sinod de la Niceea erau împărțiți în mod egal între non-arieni și arieni. Eusebiu nu numai că l-a apărat pe Arie, ceea ce l-a înfuriat pe împărat, ci a continuat să aibă relații constante cu Arie și cu adepții lui.
Eusebiu nu a fost unul dintre episcopii exilați la sfârșitul sinodului, dar această situație s-a schimbat la sfârșitul anului 325: împăratul a emis un ordin de exil împotriva episcopului, motivat nu numai prin sprijinul său pentru Arie și prin indisciplina sa teologică, ci și, probabil, prin suspiciunea trădării politice în măsura în care, în calitate de prieten intim al Constantiei și împreună cu alți episcopi din Bitinia, ar fi luat partea lui Licinius, executat de altfel împreună cu fiul său în primăvara anului 325 de Constantin, în ciuda promisiunii sale. Exilat în Galia împreună cu colegul său Teognis al Niceei, Eusebiu a fost înlocuit de un anumit Amphion pe scaunul episcopal al Nicomidiei.

### Ierarh influent

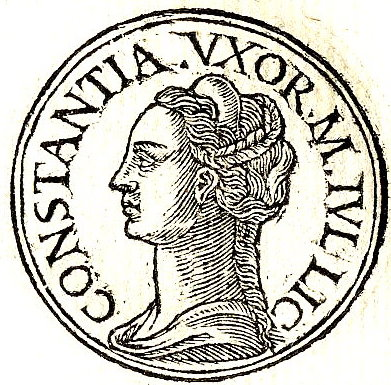
Flavia Julia Constantia

În momentul în care contextul politic s-a schimbat odată cu creștinarea Imperiului, Eusebiu a întruchipat evoluția rolului ierarhilor creștini care, dincolo de rolul lor de îndrumător al comunităților, a fost sporit prin obținerea unei influențe asupra conducătorilor laici: apropierea sa de cercurile imperiale, combinată cu o anumită abilitate politică, l-au transformat curând pe episcopul Nicomidiei într-un ierarh puternic și influent.
Deși învinsă la Niceea, gruparea arienilor moderați — denumiți uneori „eusebieni”, după o expresie a succesorului lui Alexandru al Alexandriei, tânărul teolog Atanasie, ales pe scaunul arhiepiscopal alexandrin în anul 328 — avea susținători puternici în cadrul cercului imperial: Elena, mama împăratului, își manifesta devotamentul față de Lucian din Antiohia, în timp ce Constantia continua să-și păstreze prietenia cu Eusebiu. În plus, hotărârea luată la Niceea nu a aplanat tensiunile și, poate, la sfârșitul unei „a doua sesiuni” a sinodului — a cărei existență, bazată pe o scrisoare a celor doi episcopi exilați în Galia, este dezbătută — Constantin și-a modificat poziția prin amnistierea lui Arie într-un gest de pacificare care a încercat să împace cele două părți aflate în conflict. Eusebiu și Teognis au profitat de această ocazie pentru a-și pleda cauza, argumentând că exilul lor se datora fidelității lor față de Arie; după ce i-a prezentat împăratului o mărturisire de credință considerată destul de ortodoxă și a beneficiat de susținerea Constantiei, Eusebiu a fost repus în rangul său în 328, după trei ani de exil. El a reușit să-l convingă pe împărat că opiniile lui Arie nu conraziceau Crezul de la Niceea.
Reintrat în grații, el a pus noua sa relație cu împăratul în slujba grupării ariene. În anul 329 Eusebiu a obținut destituirea arhiepiscopului Eustatie al Antiohiei, un adversar virulent al lui Arie în timpul Sinodului de la Niceea, și a preluat conducerea facțiunii antiniceene din Asia Mică care, folosindu-se de influența sa în relația cu autoritățile imperiale, au reușit să multiplice destituirile episcopilor grupării adverse. El a fost descris de istoricii moderni ca un „intrigant ambițios” și un „actor politic desăvârșit”. Sursele antice l-au descris, de asemenea, ca fiind o persoană autoritară, care se manifesta cu agresivitate în relațiile sale.
După moartea Constantiei în jurul anului 330, Julius Constantius, fratele vitreg al lui Constantin, s-a căsătorit cu Basilina, fiica lui Julius Julianus și rudă a lui Eusebiu. Cuplul, care, la fel ca Eusebiu și Constantia, a apărat arianismul, a dat naștere viitorului general Gallus și viitorului împărat Iulian Apostatul, a cărui educație religioasă, potrivit lui Ammianus Marcellinus, ar fi fost încredințată înaltului ierarh. Eusebienii au organizat mai multe sinoade locale pentru a-și întări pozițiile, iar Constantin, solicitat în mod constant de diferitele părți și sfătuit probabil de Eusebiu, a convocat un nou sinod de împăcare în Cezareea Palestinei în jurul anului 334, la care inflexibilul arhiepiscop niceean Atanasie a refuzat să participe. În anul următor, împăratul a convocat apoi, într-un mod mai imperios, un nou sinod la Tir, în cursul căruia gruparea eusebiană a fost susținută de autoritățile imperiale în confruntarea sa cu arhiepiscopul Alexandriei și în urma căruia arhiepiscopul Atanasie a fost destituit. După o ultimă dezbatere contradictorie desfășurată la Constantinopol în prezența lui Eusebiu și a susținătorilor săi, printre care Eusebiu din Cezareea, Ursacius și Valens din Mursa, Atanasie a fost exilat de Constantin la Trier.
Faptul că a reușit să obțină destituirea a trei opozanți cheie care au susținut hotărârile luate la Primul Sinod de la Niceea: Eustatie al Antiohiei (în 330), Atanasie al Alexandriei (în 335) și Marcellus al Ancirei (în 336) dovedește influența de care s-a bucurat Eusebiu la curtea imperială, el fiind considerat un „om al lui Dumnezeu” de împăratul Constantin. De fapt, în perioada petrecută de Eusebiu în preajma familiei imperiale, pozițiile majore din Biserica Răsăriteană au fost deținute de arieni sau de simpatizanți arieni. În acest timp arianismul a devenit tot mai popular în familia imperială. Influența ariană ajunsese atât de puternică în timpul petrecut de Eusebiu la curtea imperială încât abia la sfârșitul dinastiei constantiniene și odată cu numirea ca împărat a lui Teodosie I arianismul a început să-și piardă influența pe teritoriul imperiului.

### Ultimii ani de viață
În mai 337, cu puțin timp înainte de Rusalii, Eusebiu l-a botezat pe Constantin, care era bolnav, și s-a întors la Nicomidia pentru a-și sfârși zilele acolo, după ce împăratul s-a îmbrăcat într-o tunică albă și și-a mărturisit greșelile.
Arhiepiscopul niceean al Constantinopolului Alexandru I a murit la scurt timp după Constantin, fiind declanșată o luptă pentru succesiune între niceeanul Pavel și arianul Macedonie, situație de care Eusebiu a profitat pentru a se așeza el însuși pe scaunul arhiepiscopal al Constantinopolului cu sprijinul împăratului Constanțiu al II-lea, la o dată incertă între toamna anului 337 și începutul anului 339. În același an, Eusebiu a prezidat un sinod la Antiohia (unde locuia atunci Constanțiu al II-lea), care l-a numit pe eusebianul Grigorie al Capadociei ca arhiepiscop al Alexandriei; Grigorie a mers la Alexandria, însoțit de trupele imperiale, determinându-l pe Atanasie să fugă la Roma și să se refugieze la episcopul Iuliu I. Eusebiu i-a trimis o scrisoare lui Iuliu I prin care îi cerea să accepte numirea lui Grigorie, precum și hotărârile Sinodului de la Tir din 335, la care episcopul Romei i-a răspuns prin propunerea convocării unui sinod care să reunească părțile aflate în conflict, propunere ce a fost ignorată de eusebieni. Prin urmare, Iuliu a convocat un sinod local care l-a repus în funcție pe Atanasie și la care eusebienii au răspuns printr-un sinod organizat în 341 la Antiohia, ceea ce a accentuat divergențele dintre Bisericile aflate în cele două părți ale Imperiului.
Mai mult, în cursul acestor ani, Eusebiu pare să fi stabilit contacte cu popoarele gotice de pe malul Mării Negre și l-a hirotonit pe Wulfila — întâlnit cu ocazia unei solii la Constantinopol sau la Antiohia — ca „episcop al goților”, probabil în anul 341. Eusebiu a murit probabil în cursul iernii anului 341/342 la Constantinopol.
Influența lui Eusebiu devenise însă atât de mare încât, chiar și după moartea sa, Constanțiu al II-lea a ținut cont de sfaturile sale și de ale lui Eudoxiu al Constantinopolului de a încerca să convertească la arianism întreaga populație a Imperiului Roman prin organizarea unor sinoduri ariene și stabilirea unei doctrine ariene oficiale. Din cauza lui Eusebiu, „în general, Constantin și succesorii săi au făcut viața destul de nenorocită conducătorilor Bisericii care au susținut hotărârile luate la Niceea și formula sa trinitară”.

### Posteritate
La moartea lui Eusebiu, arianismul moderat „eusebian” părea că triumfase — cel puțin în Orient — și că scaunele arhiepiscopale din Antiohia, Alexandria și Constantinopol erau ocupate de episcopi susținători ai acestei doctrine. Cu toate acestea, câteva decenii mai târziu, gruparea niceeană a obținut definitiv un avantaj; faptul că un episcop „arian” este cel care a săvârșit botezul primului împărat creștin îi jenează, așadar, pe comentatorii creștini: astfel, începând din secolul al V-lea, Faptele lui Silvestru a inaugurat legenda conform căreia Constantin a fost botezat la Roma de episcopul Silvestru I, o versiune apocrifă care s-a impus curând ca autentică. Aceasta a cunoscut un mare succes și numeroase variante, atât în Occident, cât și în Orient, și a pregătit calea unui alt fals celebru, Donația lui Constantin, din care Eusebiu al Nicomidiei lipsește cu totul.
Legenda botezării împăratului Constantin de către episcopul roman Silvestru I a fost respinsă de cercetătorii istoriei bisericești, care au considerat-o un fals menit „a modifica memoria istorică a botezului arian primit de împărat la sfârșitul vieții sale și a-i atribui, în schimb, un botez inechivoc ortodox”.

## Scrieri
Niciuna dintre scrierile lui Eusebiu din Nicomidia nu a supraviețuit practic până în prezent, cu excepția câtorva scrisori reproduse de istoricii ecleziastici Socrate Scolasticul, Sozomenos și Théodoret de Cyr. Ele au fost adunate în volumul al doilea al seriei Clavis Patrum Græcorum, 2045-2056.